# Związek Umysłowych Pracowników Kolejowych
Związek Umysłowych Pracowników Kolejowych (ZUP), jedna z działających w okresie międzywojennym w środowisku pracowników kolejowych organizacji związkowych, powstała w 1919 jako Związek Pracowników Kolejowych z Wykształceniem Średnim. W ostatnim okresie organizacja skupiała członków we wszystkich okręgach.
Wybudowano dwa domy wczasowe - w Komańczy (1926) i Piwnicznej (1937).

## Prezesi
- 1936 - Piotr Myśliwiec[1]

## Organizacje zależne

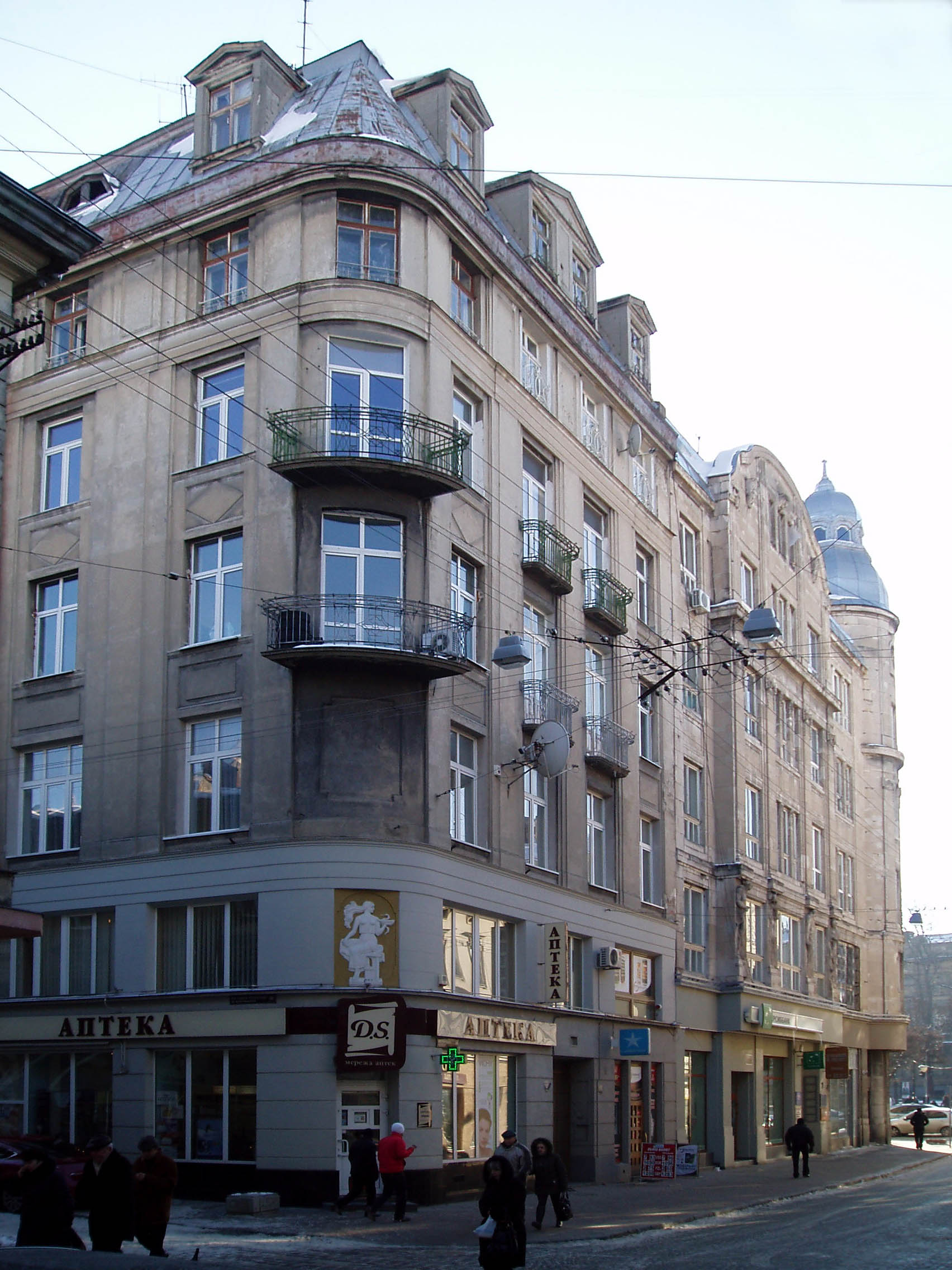
b. siedziba organizacji zależnej - Stowarzyszenia Oszczędności i Kredytu Pracowników PKP we Lwowie przy ul. Halickiej 19

- Stowarzyszenie Oszczędności i Kredytu Pracowników PKP stow. z odp. ogr. (`1929-1934), Lwów, początkowo przy ul. Szopena 6 (1929), obecnie Вулиця Шопена, następnie przy ul. Halickiej 19, obecnie Вулиця Галицька
- podobna spółdzielnia oszczędnościowo-kredytowa w Krakowie

## Media
Organem związku był mies. Czasopismo, od 1932 z podtytułem - organ Ligi Słowiańskich Urzędników Kolejowych.

## Siedziba
Siedziba związku mieściła się we Lwowie przy ul. Szumlańskiego 17 (1927), obecnie Вулиця Сєченова, następnie przy ul. Mickiewicza 12 (1936), obecnie Вулиця Листопадового чину.